# Puchar Wysp Owczych w piłce nożnej (1984)
Puchar Wysp Owczych w piłce nożnej mężczyzn 1984 (far. Løgmanssteypið) – 38. edycja rozgrywek mających na celu wyłonienie zdobywcy Pucharu Wysp Owczych. Tytułu bronił klub GÍ Gøta, a przejął go HB Tórshavn.

## Uczestnicy
W Pucharze Wysp Owczych wzięły udział drużyny ze wszystkich poziomów ligowych na archipelagu.
| Grający od rundy eliminacyjnej                                                                | Grający od rundy wstępnej | Grający od rundy eliminacyjnej                                                               | Grający od rundy wstępnej | Grający od rundy eliminacyjnej                                                      |
| 1. deild 1984 8 drużyn                                                                        | 1. deild 1984 8 drużyn    | 2. deild 1984 7 drużyn                                                                       | 2. deild 1984 7 drużyn    | 3. i 4. deild 1984 7 drużyn                                                         |
| - B36 Tórshavn - B68 Toftir - GÍ Gøta - HB Tórshavn - KÍ Klaksvík - LÍF Leirvík - NSÍ Runavík | - TB Tvøroyri             | - Fram Tórshavn - ÍF Fuglafjørður - MB Miðvágur - Royn Hvalba - SÍ Sørvágur - SÍF Sandavágur | - SÍ Sumba                | - AB Argir - B71 Sandoy - EB Eiði - ÍF Streymur - Skála ÍF - SB Strendur - VB Vágur |

## Terminarz
| Runda              | Data pierwszego meczu         | Data drugiego meczu | Uwagi |
| ------------------ | ----------------------------- | ------------------- | ----- |
| Runda wstępna      | 18 kwietnia 1984              | nie rozgrywa się    |       |
| Runda eliminacyjna | 25 kwietnia, 9 i 31 maja 1984 | nie rozgrywa się    |       |
| Ćwierćfinał        | 14 i 17 czerwca 1984          | nie rozgrywa się    |       |
| Półfinał           | 24 czerwca 1984               | 1 lipca 1984        |       |
| Finał              | 16 sierpnia 1984              | nie rozgrywa się    |       |

## Runda wstępna
| Drużyna 1        | Wynik | Drużyna 2 |
| ---------------- | ----- | --------- |
| 18 kwietnia 1984 |       |           |
| TB Tvøroyri      | 7:0   | SÍ Sumba  |

| 18 kwietnia 1984 | TB Tvøroyri | 7:0 | SÍ Sumba |                                                       |
|                  |             |     |          | Sevmýri, Tvøroyri Sędzia: Magni Eidesgaard (VB Vágur) |
| smund Nolsøe     |             |     |          |                                                       |

## Runda eliminacyjna

### 1. kolejka
| Drużyna 1        | Wynik | Drużyna 2   |
| ---------------- | ----- | ----------- |
| 25 kwietnia 1984 |       |             |
| ÍF Fuglafjørður  | 1:2   | LÍF Leirvík |
| Fram Tórshavn    | 2:1   | AB Argir    |
| MB Miðvágur      | 1:0   | SÍ Sørvágur |
| VB Vágur         | 2:0   | Royn Hvalba |
| ÍF Streymur      | 1:0   | Skála ÍF    |

| 25 kwietnia 1984 | ÍF Fuglafjørður | 1:2 | LÍF Leirvík |                                                        |
|                  |                 |     |             | í Fløtugerði, Fuglafjørður Sędzia: Jens Holm (GÍ Gøta) |

| 25 kwietnia 1984 | Fram Tórshavn | 2:1 | AB Argir |                                                                         |
|                  |               |     |          | Gundadalur (ovari vøllur), Tórshavn Sędzia: John Eysturoy (HB Tórshavn) |

| 25 kwietnia 1984 | MB Miðvágur | 1:0 | SÍ Sørvágur |                                               |
|                  |             |     |             | MB-Arena, Miðvágur Sędzia: Oddmar Guðmundsson |

| 25 kwietnia 1984           | VB Vágur        | 2:0 | Royn Hvalba |                                                     |
|                            |                 |     |             | á Eiðinum, Vágur Sędzia: Finn Thomsen (TB Tvøroyri) |
| Petur Ludvig · Sofus Olsen | Rólant Sørensen |     |             |                                                     |

| 25 kwietnia 1984 | ÍF Streymur | 1:0 | Skála ÍF |                                         |
|                  |             |     |          | Streymnes Sędzia: Uni Joensen (EB Eiði) |

### 2. kolejka
| Drużyna 1      | Wynik        | Drużyna 2   |
| -------------- | ------------ | ----------- |
| 9 maja 1984    |              |             |
| SÍF Sandavágur | 2:3          | HB Tórshavn |
| KÍ Klaksvík    | 2:2 (k. 3:4) | B68 Toftir  |
| EB Eiði        | 1:6          | GÍ Gøta     |
| Fram Tórshavn  | 0:1          | MB Miðvágur |
| B36 Tórshavn   | 4:2          | B71 Sandoy  |
| LÍF Leirvík    | 1:2          | ÍF Streymur |
| SB Strendur    | 0:3          | NSÍ Runavík |
| 31 maja 1984   |              |             |
| VB Vágur       | 1:0          | TB Tvøroyri |

| 9 maja 1984 | SÍF Sandavágur | 2:3   | HB Tórshavn                                 |                                                                  |
|             |                | (1:3) | Birgir Hansen · Gunnar Mohr · Kári Reynheim | Valloyran, Sandavágur Sędzia: Sigurður Friðjónsson (MB Miðvágur) |
| Petur Olsen |                | (1:3) |                                             | Valloyran, Sandavágur Sędzia: Sigurður Friðjónsson (MB Miðvágur) |

| 9 maja 1984 | KÍ Klaksvík                               | 2:2 (pd.)               | B68 Toftir                           |                                                                   |
|             | Bigge Mikkelsen 85' · Absalon Østerø 110' | (0:1, 1:1, 2:1, k. 3:4) | Ingolf Petersen · 98' Aksel Højgaard | við Djúpumýrar, Klaksvík Sędzia: Jákup Simonsen (ÍF Fuglafjørður) |

| 9 maja 1984     | EB Eiði                  | 1:6   | GÍ Gøta                                                                                              |                                                   |
|                 | Poul Knút Ejdesgaard 28' | (1:2) | 12' Poul Enok Hansen · 39', 54' Pauli Jarnskor · 73' Kim Petersen · 79', 82' Símun Petur Justinussen | á Mølini, Eiði Sędzia: Árni Midjord (NSÍ Runavík) |
| Ólavur Høghamar |                          | (1:2) | | á Mølini, Eiði Sędzia: Árni Midjord (NSÍ Runavík) |

| 9 maja 1984 | Fram Tórshavn | 0:1 | MB Miðvágur |                                     |
|             |               |     |             | Gundadalur (ovari vøllur), Tórshavn |

| 9 maja 1984 | B36 Tórshavn | 4:2 | B71 Sandoy |                                     |
|             |              |     |            | Gundadalur (ovari vøllur), Tórshavn |
| Jógvan Næs  |              |     |            |                                     |

| 9 maja 1984 | LÍF Leirvík | 1:2 | ÍF Streymur |                                                    |
|             |             |     |             | uppi á Brekku, Leirvík Sędzia: Jens Holm (GÍ Gøta) |

| 9 maja 1984 | SB Strendur | 0:3 | NSÍ Runavík |                         |
|             |             |     |             | undir Mýruhjalla, Skála |

| 31 maja 1984 | VB Vágur | 1:0 | TB Tvøroyri |                                                         |
|              |          |     |             | á Eiðinum, Vágur Sędzia: Petur Erhard Kjærbo (SÍ Sumba) |

### Ćwierćfinały
| Drużyna 1       | Wynik   | Drużyna 2    |
| --------------- | ------- | ------------ |
| 14 czerwca 1984 |         |              |
| MB Miðvágur     | 1:4     | NSÍ Runavík  |
| 17 czerwca 1984 |         |              |
| HB Tórshavn     | 3:2 pd. | ÍF Streymur  |
| GÍ Gøta         | 4:2     | VB Vágur     |
| B68 Toftir      | 2:1     | B36 Tórshavn |

| 14 czerwca 1984 | MB Miðvágur                                      | 1:4   | NSÍ Runavík                                                    |                                                              |
|                 | Hallgrímur Sigurðsson                            | (0:0) | Trygvi Mortensen · Ivan Højgaard · Eyðun Gaardbo · ?' (sam.) ? | MB-Arena, Miðvágur Sędzia: Anders H. Jensen (SÍF Sandavágur) |
|                 | Sigmund Johannesen · Abraham Løkin · Jan Nielsen | (0:0) |                                                                | MB-Arena, Miðvágur Sędzia: Anders H. Jensen (SÍF Sandavágur) |

| 17 czerwca 1984 | HB Tórshavn                                        | 3:2 (pd.)       | ÍF Streymur               |                                                                              |
|                 | Erling Jacobsen 55', 110' · Julian Hansen 85' (k.) | (0:1, 2:2, 2:2) | 22', 61' Bergur Magnussen | Gundadalur (ovari vøllur), Tórshavn Sędzia: Jógvan Gregersen (Fram Tórshavn) |

| 17 czerwca 1984 | GÍ Gøta                                                                                          | 4:2   | VB Vágur                                  |                                                              |
|                 | Poul Enok Hansen 23' · Reinhold Isaksen 42' · Símun Petur Justinussen 53' · Magnus Gregersen 76' | (2:0) | 79' Tórður Poulsen · 83' Hjalmar Jacobsen | Sarpugerði, Norðragøta Sędzia: Jógvan Jacobsen (KÍ Klaksvík) |

| 17 czerwca 1984 | B68 Toftir                                | 2:1   | B36 Tórshavn    |                                                          |
|                 | Andreas V. Andreassen · Petur Hans Hansen | (1:1) | Johan Sivertsen | Svangaskarð, Toftir Sędzia: Niklas á Líðarenda (GÍ Gøta) |

### Półfinały
| Drużyna 1                            | Wynik dwumeczu | Drużyna 2   | Pierwszy mecz | Drugi mecz |
| ------------------------------------ | -------------- | ----------- | ------------- | ---------- |
| GÍ Gøta                              | 7 – 3          | B68 Toftir  | 2:1           | 5:2        |
| HB Tórshavn                          | 7 – 3          | NSÍ Runavík | 4:1           | 3:2        |
| Po lewej gospodarz pierwszego meczu. |                |             |               |            |

#### Pierwsze mecze
| 24 czerwca 1984         | GÍ Gøta                                            | 2:1   | B68 Toftir           |                                                              |
|                         | Símun Petur Justinussen 26' · Poul Enok Hansen 51' | (1:0) | 70' Símun Johannesen | Sarpugerði, Norðragøta Sędzia: Jógvan Jacobsen (KÍ Klaksvík) |
| Símun Petur Justinussen | Edmund Jacobsen · Andreas V. Andreassen            | (1:0) |                      | Sarpugerði, Norðragøta Sędzia: Jógvan Jacobsen (KÍ Klaksvík) |

| 24 czerwca 1984                           | HB Tórshavn                                                        | 4:1   | NSÍ Runavík          |                                                                                        |
|                                           | Erling Jacobsen 22', 79' · Julian Hansen 65' · Bjarni Jakobsen 83' | (1:1) | 42' Trygvi Mortensen | Gundadalur (ovari vøllur), Tórshavn Widzów: 500 Sędzia: Kim Ejdesgaard (Fram Tórshavn) |
| Leivur Holm 43' · Peter Even Djurhuus 70' | 75' Heri Davidsen                                                  | (1:1) |                      | Gundadalur (ovari vøllur), Tórshavn Widzów: 500 Sędzia: Kim Ejdesgaard (Fram Tórshavn) |

#### Rewanże
| 1 lipca 1984          | B68 Toftir                                     | 2:5   | GÍ Gøta                                                                                   |                                                         |
|                       | Asbjørn Hansen 36' · Jens Christian Hansen 55' | (1:1) | 26', 65' Reinhold Isaksen · 63' John Jarnskor · 69' Páll Gregersen · 84' Poul Enok Hansen | Svangaskarð, Toftir Sędzia: John Eysturoy (HB Tórshavn) |
| Andreas V. Andreassen | Reinhold Isaksen · Janus Rasmussen             | (1:1) |                                                                                           | Svangaskarð, Toftir Sędzia: John Eysturoy (HB Tórshavn) |

| 1 lipca 1984        | NSÍ Runavík                                | 2:3   | HB Tórshavn                                   |                                                   |
|                     | Jóan Petur Langgaard 44' · Jan Nielsen 68' | (1:3) | 3' Bjarni Jakobsen · 10', 20' Erling Jacobsen | við Løkin, Runavík Sędzia: Agga Joensen (GÍ Gøta) |
| Dánial Pauli Jensen |                                            | (1:3) |                                               | við Løkin, Runavík Sędzia: Agga Joensen (GÍ Gøta) |

### Finał
| 16 sierpnia 1984 19:00 WEST | HB Tórshavn · Erling Jacobsen 19' · Kári Reynheim 68' | 2:0(1:0)Raport | GÍ Gøta                                    | undir Mýruhjalla, Skála Widzów: 250 Sędzia: Øssur Mohr (ÍF Fuglafjørður) |
|                             | kartki: · Lias Mikkelsen                              |                | kartki: · Hallur Hansen · Magnus Gregersen |                                                                          |

|                 |    |                      |
|                 |    |                      |
| BR              | 1  | Mikkjal Mikkelsen    |
| OB              | 2  | Hjørleif Niclasen    |
| OB              | 4  | Jóannes Jakobsen (C) |
| OB              | 5  | Julian Hansen        |
| OB              | 15 | Lias Mikkelsen       |
| OB              | 16 | Heini Joensen        |
| PO              | 6  | Høgni í Stórustovu   |
| PO              | 7  | Leivur Holm          |
| PO              | 14 | Tummas Óli Mortensen |
| NA              | 10 | Erling Jacobsen      |
| NA              | 11 | Kári Reynheim        |
| Rezerwowi:      |    |                      |
| BR              | 12 | Kaj Leo Johannesen   |
| OB              | 3  | Magni Skaale         |
| NA              | 13 | Johannes Ejdesgaard  |
| Trener:         |    |                      |
| Sverri Jacobsen |    |                      |

|              |    |                      |
|              |    |                      |
| BR           | 1  | Rúni Jacobsen        |
| OB           | 2  | Janus Rasmussen      |
| OB           | 4  | Jóannes Mikkelsen    |
| OB           | 5  | Hallur Hansen        |
| OB           | 6  | Páll Gregersen       |
| OB           | 7  | Dánjal Jarnskor (C)  |
| OB           | 8  | Poul Enok Hansen     |
| PO           | 3  | John Jarnskor        |
| PO           | 14 | Pauli Jarnskor       |
| NA           | 11 | Magnus Gregersen     |
| NA           | 18 | Petur Páll Mikkelsen |
| Rezerwowi:   |    |                      |
| BR           | 12 | Dánjal Zachariassen  |
| OB           | 10 | Jógvan Gregersen     |
| PO           | 16 | Torry í Bartalsstovu |
| NA           | 9  | Reinhold Isaksen     |
| NA           | 13 | Kim Petersen         |
| Trener:      |    |                      |
| Ernie Boxall |    |                      |

| Zdobywca Pucharu Wysp Owczych 1984 |
| HB Tórshavn 19. tytuł              |
| ---------------------------------- |